# Meritum
Meritum (latin förtjänst, förtjänstfull handling) är en teologisk term för frivilliga gärningar, genom vilka människan inför Gud förtjänar sig ett anspråk på lön.

## Historik
Medan den evangeliska kyrkan helt avisar förtjänsttankens tillämplighet på förhållandet till Gud, lär den katolska kyrkan, inte bara att vissa människor kan göra mer än lagen kräver (opera supererogatoria) och därigenom förvärva sig förtjänster, som genom kyrkans förmedling i avlaten och så vidare, kan komma också andra till godo, utan den allmänna uppfattningen särskilt i den romerska kyrkan är behärskad av förtjänst- och lönetankens schema. Förtjänstbegreppet, som närmast sammanhänger med en nomistisk och kasuistisk åskådning, har ursprungligen fått inflytande framför allt genom den forne juristen Tertullianus. Hur fast rotad det var redan i den gamla kyrkans åskådning, framgår bäst därav, att inte ens Augustinus kunnat göra sig fri därifrån trots sin predestinationslära och sitt betonande av att frälsningen alltigenom är den förekommande och skapande nådens verk. Sin djupaste grund har detta i hans nådebegrepps opersonliga, magisk-naturartade karaktär. Betonandet av nådens allmakt behöver då förtjänsttanken som motvikt, om inte det religiösa livets personlig-sedliga karaktär helt ska gå förlorad. Dock betonar Augustinus, att vad Gud i våra "förtjänster" belönar är blott hans "egna gåvor". I den senare utvecklingen, alltifrån Gregorius den store och hela medeltiden igenom, går emellertid dessa djupare augustinska tankar i stort sett förlorade. Ett allvarligt försök att tillvarata dem görs visserligen av Thomas av Aquino, genom den tolkning han ger åt den medeltida distinktionen mellan meritum de congruo, en gärning, som blott på grund av billighet kan undfå lön, och meritum de condigno, en gärning, som på grund av verklig värdighet har anspråk på lön. Tomas vill inte fatta dessa begrepp som avseende olika gärningar, utan som angivande olika synpunkter på de först genom den ingjutna nåden möjliggjorda gärningarna. Tänker man på den mänskliga viljans andel i dessa, kan de aldrig utgöra grunden till mera än ett meritum de congruo; försåvitt de åter har sitt ursprung i Guds nåd, gäller de som ett meritum de condigno. Hos de till Duns Scotus anslutande "scotisterna", liksom än mer hos de senare "nominalisterna", blir i själva verket frälsningen ytterst grundad helt på de egna förtjänsterna: människan förtjänar sig genom ett meritum de congruo den "första nåden" och vinner  nya nådestillskott genom de på detta sätt möjliggjorda verkliga förtjänsterna. På grund av reformationens kritik av denna lära sökte visserligen den romerska kyrkan i det tridentinska kyrkomötets lärobestämmelser i uttryckssättet mera närma sig till Tomas. Men i det väsentliga förblev dock allt vid det gamla. Visserligen sägs det, att människan inte kan förtjäna sig den "första, aktuella nåden". Men då denna, varigenom möjligheten grundläggs att förvärva sig merita de congruo, ges åt alla människor, har detta praktiskt sett föga betydelse. Härigenom neutraliseras också den omedelbara betydelsen av Kristi verk för människans förhållande till Gud: den uppgår väsentligen däri, att han genom sin förtjänst åt alla människor vunnit den nåd, som nu gör det möjligt för dem att förvärva egna förtjänster.
För reformationen med dess centrala lära om rättfärdiggörelsen genom tron allena var det totala förkastandet av hela den romerska förtjänstläran givet, och genom det däri hävdade rent personliga nådebegreppet – "nåden ej en medicin, utan Guds nådefulla sinnelag" – blev det nu möjligt att i fråga om frälsningsverket på en gång fasthålla det augustinska "allt av nåd" och ändå på varje punkt fatta det som en den fria personlighetens akt. Även den evangeliska kyrkan har i stor utsträckning begagnat sig av förtjänstschemat vid tolkningen av betydelsen av Kristi verk. Även om detta inte behöver innesluta en direkt motsägelse, är användningen av detta i grunden irreligiösa begrepp även på denna punkt ägnad att väcka betänkligheter.